# Reuter & Skoog
Reuter & Skoog var en komediserie med Suzanne Reuter och Ulla Skoog. Serien sändes i sexton avsnitt under två säsonger 1999–2000 och 2001 i Sveriges Television. Serien skapades av producenten Elisabeth Aldén, och manus skrevs av bland andra Ulla Skoog, Calle Norlén, Sven Hugo Persson, John Ajvide Lindqvist och Hans Rosenfeldt. Andra skådespelare som förekom var Ulf Eklund, Jonas Falk, Niklas Falk, Per Eggers, Michael Nyqvist med flera.
Ett urval av scener och sketcher har givits ut på VHS (del 1 och 2) och en DVD som samlade de båda delarna från VHS:en (65 scener).
Sedan maj 2013 finns serien i sin helhet på SVT:s Öppet arkiv.

## Scener och sketcher (urval)
Några återkommande scener och sketcher i serien var bland annat kulturreportern Nina Schatterius som ledde programmet "Vi i verkligheten". I sketcherna träffar hon olika kulturpersonligheter och visar en stor fascination för deras arbete. Under sina intervjuer driver hon oftast bort i längre diktande liknelser och målande monologer, monologerna avslutas eller innehåller orden ...som en rök....
"Bytta"-sketcherna återkommer i flera omgångar. Huvudhandlingen ligger i att en sann husmor försöker i ett sterilt avskalat rosa rum, att marknadsföra en lufttät bytta. Varje sketch ger en ny spännande vinkling på byttan och dess möjligheter.
I "Dagispoliserna" driver duon Reuter & Skoog med hur det vore om poliser arbetade på samma sätt som dagisfröknar. Dessa pratar mest om sitt privatliv och pratar med brottslingen som ett barn och överhuvet på denne. Samma polisduo återkommer även i "Väggupp" där de båda åker i polisbilen över ett väggupp. Vid varje väggupp stönar de båda poliserna och tvingar den körande polismannen att backa.
Dessutom återkommer flera Logen-scener där duon som sig själva(?) sitter och diskuterar om livet inom teatern. Lena Endre och Ingmar Bergman återkommer ständigt i resonemangen.
Ledmotivet till serien och även vinjetten var låten "It Takes Two" sjungen av Marvin Gaye och Kim Weston. En liknande duo konstruerades några år senare av Johan Ulveson och Felix Herngren, Ulveson & Herngren, serien blev inte samma succé som Reuter & Skoog.